# The Very Best of Dokken
The Very Best of Dokken è una raccolta del gruppo musicale statunitense Dokken, pubblicata il 6 luglio 1999 dalla Rhino Entertainment.
Tra le canzoni, disposte secondo l'ordine cronologico, compare anche Mirror Mirror appartenente all'album solista Up from the Ashes pubblicato da Don Dokken nel 1990.

## Tracce
1. Breaking the Chains – 3:52 (dall'album Breaking the chains)
2. Paris Is Burning (live in Europe, 1982) – 5:09 (dall'album Breaking the chains)
3. Into the Fire – 4:27  (dall'album Tooth and nails)
4. Just Got Lucky – 4:36  (dall'album Tooth and nails)
5. Alone Again – 4:22  (dall'album Tooth and nails)
6. Tooth and Nail – 3:42  (dall'album Tooth and nails)
7. The Hunter – 4:08  (dall'album Under look and key)
8. In My Dreams – 4:20 (dall'album Under look and key)
9. It's Not Love – 5:00 (dall'album Under look and key)
10. Dream Warriors – 4:48 (dall'album Back for the attack)
11. Burning Like a Flame – 4:46 (dall'album Back for the attack)
12. Heaven Sent – 4:53 (dall'album Back for the attack)
13. Mr. Scary – 4:30 (dall'album Back for the attack)
14. Walk Away – 5:02 (dall'album Beast from the east)
15. Mirror Mirror  – 4:40 (dall'album di Don Dokken Up from the ashes)
16. Too High to Fly – 7:10 (dall'album Dysfunctional)

## Formazione
- Don Dokken – voce
- George Lynch – chitarre
- Jeff Pilson – basso, cori
- Mick Brown – batteria, cori
- Juan Croucier – basso (tracce 1-2)
- John Norum – chitarra (traccia 15)
- Billy White – chitarra (traccia 15)
- Peter Baltes – basso (traccia 15)
- Mikkey Dee – batteria (traccia 15)